# نيكولاس بيانكي ارسي
نيكولاس بيانكي ارسي (بالإسبانية: Nicolás Bianchi Arce)‏ هو لاعب كرة قدم أرجنتيني في مركز الدفاع، ولد في 28 يناير 1987 في بوينس آيرس في الأرجنتين. لعب مع أوليمبو وأيك أثينا وبانفيلد وديبورتيفو كالي ونادي بيسكارا ونادي سان لورينزو.

## وصلات خارجية
- نيكولاس بيانكي ارسي على موقع قاعدة بيانات كرة القدم.إي يو (الإنجليزية)
- نيكولاس بيانكي ارسي على موقع Soccerway.com (الإنجليزية)
- نيكولاس بيانكي ارسي على موقع AS.com (الإسبانية)